# Argyll, Bute and South Lochaber
Circonscription parlementaire de la Chambre des communes
Argyll, Bute and South Lochaber est une circonscription électorale de la Chambre des communes du Royaume-Uni.
Créée lors du redécoupage de 2023, elle est située dans l'ouest de l'Écosse.

## Description
Comme son nom l'indique, la circonscription s'étend sur la council area d'Argyll and Bute et comprend également une partie du Lochaber.

## Histoire
La circonscription d'Argyll, Bute and South Lochaber est créée lors du redécoupage électoral de 2023. Elle reprend l'intégralité de l'ancienne circonscription d'Argyll and Bute, avec une petite partie de celle de Ross, Skye and Lochaber. Elle est utilisée pour la première fois lors des élections générales de 2024.

## Définition légale
La circonscription est légalement définie comme comprenant tous les wards de la council area d'Argyll and Bute, ainsi que la moitié méridionale du ward de  Fort William and Ardnamurchan, situé dans la council area de Highland.

## Députés
| Élection | Député         | Parti | Parti |
| -------- | -------------- | ----- | ----- |
| 2024     | Brendan O'Hara |       | SNP   |

## Résultats électoraux

### Années 2020
| Parti         | Parti                                        | Candidat         | Vote   | Vote | Vote |
| Parti         | Parti                                        | Candidat         | Voix   | %    | ±    |
| ------------- | -------------------------------------------- | ---------------- | ------ | ---- | ---- |
|               | SNP                                          | Brendan O'Hara   | 15 582 | 34,7 | 9,5  |
|               | Parti conservateur                           | Amanda Hampsey   | 9 350  | 20,8 | 13,7 |
|               | Parti travailliste                           | Hamish Maxwell   | 8 585  | 19,1 | 12   |
|               | Libéraux-démocrates                          | Alan Reid        | 7 359  | 16,4 | 2,3  |
|               | Reform UK                                    | Melanie Hurst    | 3 045  | 6,8  | 6,7  |
|               | Indépendant                                  | Tommy Macpherson | 941    | 2,1  | —    |
| Majorité      | Majorité                                     | Majorité         | 6 232  | 13,9 | —    |
| Participation | Participation                                | Participation    | 44 862 | 62,5 | 8,2  |
|               | Le Parti national écossais emporte le siège. |                  |        |      |      |